# Polvoreira
Polvoreira é uma povoação portuguesa sede da Freguesia de Polvoreira do Município de Guimarães, freguesia com 3,29 km² de área e 3 545 habitantes (censo de 2021), tendo, por isso, uma densidade populacional de 1 077,5 hab./km².

## Demografia
A população registada nos censos foi:
| Ano  | 0-14 Anos | 15-24 Anos | 25-64 Anos | > 65 Anos |
| 2001 | 779       | 589        | 2071       | 373       |
| 2011 | 514       | 478        | 2019       | 484       |
| 2021 | 368       | 389        | 1980       | 1713      |

## História
Polvoreira foi abadia de apresentação da mitra, ou, segundo a estatística paroquial (1862), de apresentação do Mosteiro de Santa Clara de Vila do Conde. Foi uma das primeiras paróquias a ser instituída no Julgado de Guimarães, pois já existia no século XII. Até ao segundo quartel do século XIII, era senhor de Polvoreira um homem chamado Giraldo, a quem era atribuída a qualidade de "Dom" ("Dompnus Giraldus"), embora não se saiba ao certo quem foi.
O topónimo "polvoreira", apesar de já ser assim graficamente mencionado em monumentos do século XIII, deve dar-se por forma antiga "Pulvoreira", correspondendo a um baixo latim "Pulveraria", com base em "Pulver" (pó, areia). Terá sido este topónimo uma alusão à constituição geológica dos terrenos do local onde foi construída a ancestral igreja de São Pedro.